# Andrej Kramarić
Andrej Kramarić (* 19. Juni 1991 in Zagreb, SR Kroatien, SFR Jugoslawien) ist ein kroatischer Fußballspieler. Er steht seit Anfang 2016 bei der TSG 1899 Hoffenheim unter Vertrag und ist Rekordtorschütze des Vereins in der Bundesliga. Mit der kroatischen Nationalmannschaft wurde er 2018 Vizeweltmeister und erreichte 2022 den dritten Platz bei der Weltmeisterschaft.

## Herkunft
Kramarić wurde in der kroatischen Hauptstadt Zagreb geboren, wuchs aber zunächst in Bednja, einem kleinen Ort in der nördlich gelegenen Region Hrvatsko Zagorje in der Gespanschaft Varaždin auf, wo sich auch das Schloss Trakošćan befindet. Später zog die vierköpfige Familie, zu der auch seine Schwester Danica gehört, fest nach Zagreb. Kramarićs Mutter ist Ärztin und arbeitet im kroatischen Gesundheitsministerium, der Vater, ein Regierungsbeamter, ist mittlerweile in Pension.

## Karriere

### Verein
Seine Karriere begann Kramarić in der Jugend von Dinamo Zagreb, wo ihn sein Vater, ein Polizist, mit sechs Jahren anmeldete. Für die Jugendmannschaften von Dinamo erzielte er, der anfangs zierlich und körperlich unterlegen gewesen sein soll, über 450 Tore und stellte damit einen Vereinsrekord auf. Am 24. April 2009 debütierte der Jungspieler für die erste Mannschaft in einem Erstligaderby gegen den NK Zagreb. Zwischen 2009 und 2011 wurde Kramarić mit Dinamo dreimal kroatischer Meister sowie zweimal Pokalsieger. Nach anfangs regelmäßiger Berücksichtigung spielte der mittlerweile 19-Jährige in der Saison 2010/11 so gut wie keine Rolle, im Angriff erhielten Mitspieler wie Fatos Bećiraj, Miroslav Slepička und Ante Rukavina den Vorzug. Im Februar 2012 wurde der Stürmer nach nur fünf Pflichtspielminuten in der laufenden Spielzeit bis Mai an den Stadtrivalen Lokomotiva Zagreb verliehen. Nach fünf Toren, einem Assist sowie einem rasch erarbeiteten Stammplatz wurde das Leihgeschäft um eine weitere Saison verlängert. Kramarić war mit 23 Punkten der beste Scorer des Teams und hatte so einen entscheidenden Anteil an der Vizemeisterschaft hinter seinem eigentlichen Arbeitgeber Dinamo. Nach seiner Rückkehr zu Dinamo soll sich der Spieler den Brüdern Zoran und Zdravko Mamić, die zu dieser Zeit als Sportdirektor und Präsident des Vereins fungierten, verweigert haben. Die Mamićs sollen von Kramarić gefordert haben, eine Zusatzvereinbarung zu unterschreiben, welche diesen eine Beteiligungen an allen Gehalts- sowie Ablösezahlungen des Spielers zugesichert hätte.
Im Sommer 2013 wechselte Kramarić schließlich zum Ligakonkurrenten HNK Rijeka. Dort gewann er 2014 zum dritten Mal den kroatischen Pokal und war mit zehn Treffen bester Torschütze im Cup-Wettbewerb. Herausragend waren seine acht Tore am 9. Oktober 2013 beim 11:0 im Pokal gegen BŠK Zmaj Blato. In der Saison 2014/15 wurde Kramarić, obwohl er Rijeka im Winter verließ, mit 21 Treffern vor dem Chilenen Ángelo Henríquez (20 Tore) Torschützenkönig der ersten Liga. Seine Leistungen bei den Hafenstädtern brachten ihm seine erste Nominierung für die Nationalmannschaft ein.
Zur Rückrunde der Saison 2014/15 wechselte der Kroate in die englische Premier League zu Leicester City, wo er sich allerdings nicht gegen die Konkurrenten Shinji Okazaki, Jamie Vardy und Leonardo Ulloa durchsetzen konnte. Da er in der Saison 2015/16 in weniger als fünf Spielen eingesetzt wurde, bekam er gemäß den Ligastatuten auch keine Siegermedaille ausgehändigt, nachdem Leicester englischer Meister wurde.

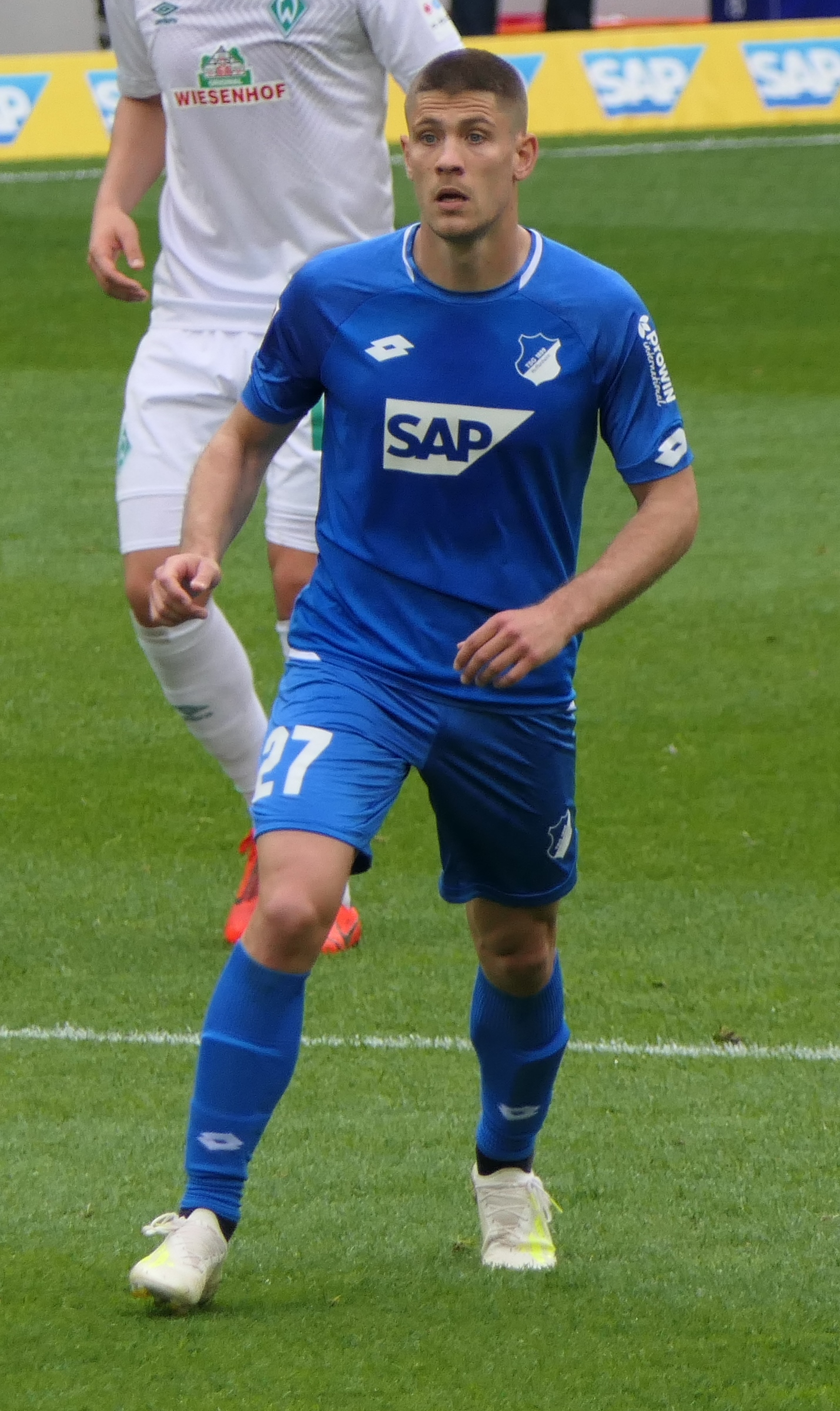
Kramarić bei der TSG Hoffenheim (2019)

Am 20. Januar 2016 wechselte der Stürmer auf Leihbasis bis zum Ende der Saison 2015/16 nach Deutschland zum Bundesligisten TSG 1899 Hoffenheim, um seine Chancen auf eine Nominierung für den EM-Kader 2016 zu wahren. Zur Saison 2016/17 verpflichtete die TSG Kramarić fest und stattete ihn mit einem bis zum 30. Juni 2020 datierten Vertrag aus, der im August 2018 vorzeitig bis 2022 verlängert wurde. Im Anschluss zog er mit seiner Freundin Mia, einer Tierärztin, nach Heidelberg. Der Kroate war von Beginn an offensiv variabel einsetzbar, spielte aufgrund von fehlender Wucht und Endgeschwindigkeit hauptsächlich im Sturm, wich aber auch auf beide Flügel oder ins offensive Mittelfeld aus und entwickelte sich rasch zu einem der wichtigsten Angriffsspieler der Mannschaft. Seinen Schwächen stehen laut dem kicker eine hohe Spielintelligenz sowie Stärken im Dribbling und im Binden von Gegenspielern gegenüber.
Sein 46. Bundesligatreffer (das 1:0 gegen den VfB Stuttgart am 16. März 2019) ließ Kramarić mit dem bisherigen vereinsinternen Rekordtorschützen Sejad Salihović gleichziehen, am 27. Spieltag überholte er Salihović. Am 27. Juni 2020, dem letzten Spieltag der Bundesligasaison 2019/20, erzielte der Offensivspieler beim 4:0 in Dortmund als erster Spieler der TSG Hoffenheim vier Tore in einem Bundesligaspiel. Im darauffolgenden Sommer soll der FC Bayern seine Berater kontaktiert haben, der Spieler selbst bekannte sich jedoch mit den Worten „Ich habe die letzten Jahre bewiesen, was ich kann, und einen gewissen Status erreicht. Aber ich will noch mehr. Mit Hoffenheim wie mit Kroatien“ klar zu seinem Verein.
In der folgenden Spielzeit erzielte Kramarić in den ersten zwei Spielen im September 2020 gegen den 1. FC Köln und den FC Bayern München insgesamt 5 Tore und wurde dafür zum Spieler des Monats der Fußball-Bundesliga ausgezeichnet.
Am 20. Mai 2023 traf Kramarić gegen den 1. FC Union Berlin zu seinen Bundesligatoren Nummer 99 und 100. Er ist der erste Spieler in der Geschichte des TSG Hoffenheim, der 100 Bundesligatore für den Verein erzielen konnte und nach Vedad Ibišević der zweite Spieler des Vereins, der überhaupt 100 Bundesligatore schoss. In der Geschichte der Bundesliga selbst ist Kramarić der 55. Spieler, der die Marke von 100 Toren erreichte. 
Bereits im Januar 2021 löste er Ivica Olić als kroatischen Top-Torjäger der Bundesliga ab.
Sein Vertrag in Hoffenheim läuft bis 2025.

### Nationalmannschaft
Kramarić, der viele U-Nationalmannschaften durchlief, spielt seit 2014 für die kroatische A-Nationalmannschaft. Am 31. Mai 2016 wurde er ins Aufgebot für die Europameisterschaft 2016 in Frankreich berufen. Er kam dort dreimal zum Einsatz und wurde jedes Mal in den Schlussminuten eingewechselt, so auch im Achtelfinale gegen Portugal, als das Team mit 0:1 nach Verlängerung verlor und damit ausschied. Bei der Weltmeisterschaft 2018 kam er in allen Spielen zum Einsatz und wurde mit der Mannschaft Vizeweltmeister.
Bei der Europameisterschaft 2021 war er Teil des kroatischen Kaders, der bei dem Turnier im Achtelfinale gegen Spanien ausschied. Auch an der Weltmeisterschaft 2022 nahm Kramarić teil und erreichte mit Kroatien den dritten Platz des Turniers. Auch bei der Europameisterschaft 2024 war der Kroate Teil der kroatischen Nationalmannschaft, die nach der Gruppenphase nach Hause fahren musste. Kramarić erzielte im 2. Gruppenspiel gegen Albanien den Ausgleich zum 1:1.

## Erfolge
Nationalmannschaft
- Vizeweltmeister bei der Fußball-Weltmeisterschaft 2018 in Russland
- Dritter Platz bei der Fußball-Weltmeisterschaft 2022 in Katar

GNK Dinamo Zagreb
- 3× Kroatischer Meister: 2008/09, 2009/10 und 2010/11
- 1× Kroatischer Pokalsieger: 2010/2011
- 1× Kroatischer Superpokalsieger: 2013/14

HNK Rijeka
- 1× Kroatischer Pokalsieger: 2013/14
- 1× Kroatischer Superpokalsieger: 2014/15

Leicester City
- Englischer Meister: 2015/16

Persönliche Auszeichnungen:
- 2× Spieler der Saison:
  - 1. Kroatische Liga 2013/14
  - TSG 1899 Hoffenheim 2016/17

- 2× Torschützenkönig:
  - 10 Tore – Kroatischer Pokal 2013/14
  - 21 Tore – 1. Kroatische Liga 2014/15

- 1× Bundesligaspieler des Monats:
  - September 2020